# Staalplaat
Staalplaat ist ein niederländisch-deutsches Independent-Label mit Sitz in Amsterdam und Berlin. Staalplaat wurde 1982 von Geert-Jan Hobijn als Plattform für „neue und experimentelle Musik“ gegründet. Das Label veröffentlicht überwiegend Musik aus den Genres Industrial und Noise. Staalplaat betreibt die Sublabels Container, ERS, God Factory, Hond In De Goot, Microwave Recordings, Mort Aux Vaches und Open Circuit. Seit Gründung des Labels erschienen über 300 Veröffentlichungen.
Im Rahmen des Sonambiente 1996 wurde eine Berliner Filiale im Haus Schwarzenberg in Berlin-Mitte eröffnet. Seit 2008 betreibt Staalplaat in Neukölln einen Platten- und Buchladen.
Zu den wichtigsten Künstlern, die auf Staalplaat veröffentlichen zählen Muslimgauze, Hafler Trio, Zoviet France, In Slaughter Natives, Asmus Tietchens, Esplendor Geométrico, Deutsch Nepal, Ryōji Ikeda, Kapotte Muziek, Massimo, Lustmord, 386 DX und Francisco López.
Die Veröffentlichungen der Alben des antizionistischen Projektes Muslimgauze und die Präsentation seiner Musik z. B. auf der club transmediale 2007 wurde von verschiedenen Rezensenten wie etwa Markus Ströhlein in der Wochenzeitung Jungle World kritisiert.